# Holcoglossum rupestre
Holcoglossum rupestre là một loài thực vật có hoa trong họ Lan. Loài này được (Hand.-Mazz.) Garay mô tả khoa học đầu tiên năm 1972.